# Novelas inmortales
Novelas inmortales fue una serie de cómics mexicana publicada por Novedades Editores en la década de los setenta, ochenta y mediados de los noventa.

## Características principales
Precursor de Joyas de la Literatura, este cómic era pequeño y publicado con tinta negra. Reproducía obras de la literatura mundial que eran parte del dominio público.  Dadas estas características, por lo general sus números eran novelas y cuentos del siglo XVIII o XIX de conocidos autores como Julio Verne, Charles Dickens o Mark Twain. Sin embargo, en ocasiones también ofrecía historias basadas en varias mitologías alrededor del mundo como la griega o romana, y hasta maya o azteca e incluso capítulos de la Biblia.
Además de la historia principal, la historieta también contenía información biográfica del autor y a veces fragmentos de otros cuentos o historias, que no necesariamente tenían nada que ver con la historia principal. En su larga producción llegó hasta 900 números.